# Röntgendenkmal (Gießen)

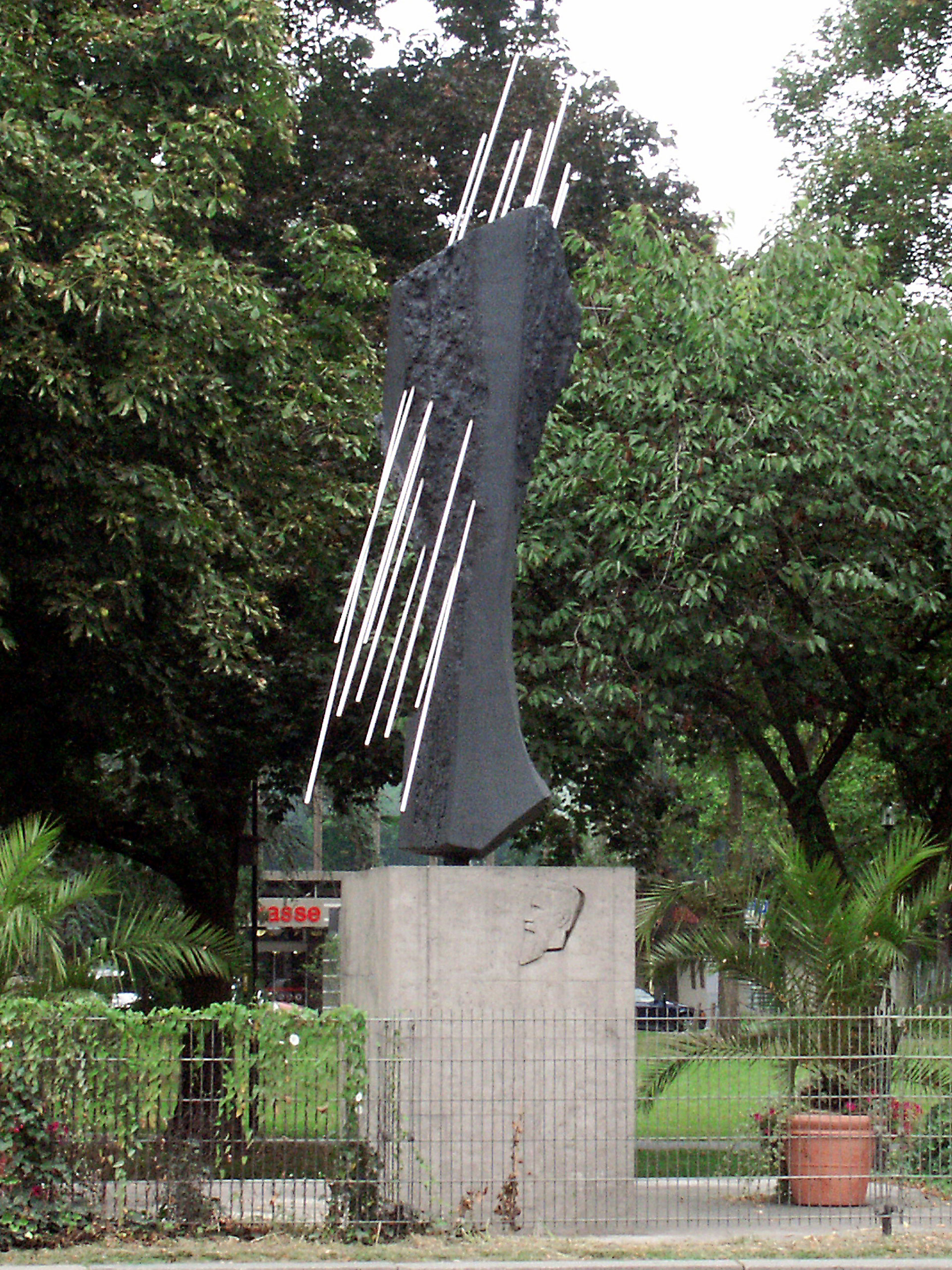
Röntgendenkmal in Gießen

Das Röntgendenkmal ist ein Denkmal des Berliner Künstlers Erich Fritz Reuter in Gießen. Es wurde 1962 zu Ehren Wilhelm Conrad Röntgens errichtet. Es besteht aus Metallstäben, die einen Naturstein durchdringen und stilisiert damit die Röntgenstrahlen, Röntgens größte Entdeckung. Die Inschrift lautet:

„Dieses Denkmal verdankt seine Entstehung der Initiative des Giessener Bürgers Hermann Hirz und den Stiftungen der Hessischen Landesregierung – der Stadt Giessen – der Buderus´schen Eisenwerke – der Firma Gebr. Jung und zahlreicher Anderer.“

Das Röntgendenkmal steht in der Gießener Südanlage im Theaterpark neben dem Stadttheater. Röntgen war 1879 bis 1888 ordentlicher Professor an der Universität Gießen. Neben dem Denkmal gibt es in Gießen weitere Erinnerungen an Röntgen:
- Das Grab Röntgens auf dem Alten Friedhof,
- eine 1926 nach ihm benannte Straße am Kliniksviertel,[3]
- eine Gedenktafel an seinem ehemaligen Wohnhaus (Südanlage 17) seit den 1930er Jahren,
- die Verleihung des Röntgenpreises durch die Justus-Liebig-Universität seit 1960.

Weitere Röntgendenkmäler befinden sich in Berlin und Lennep, Röntgens Geburtsort.